# Adriaan Dijxhoorn

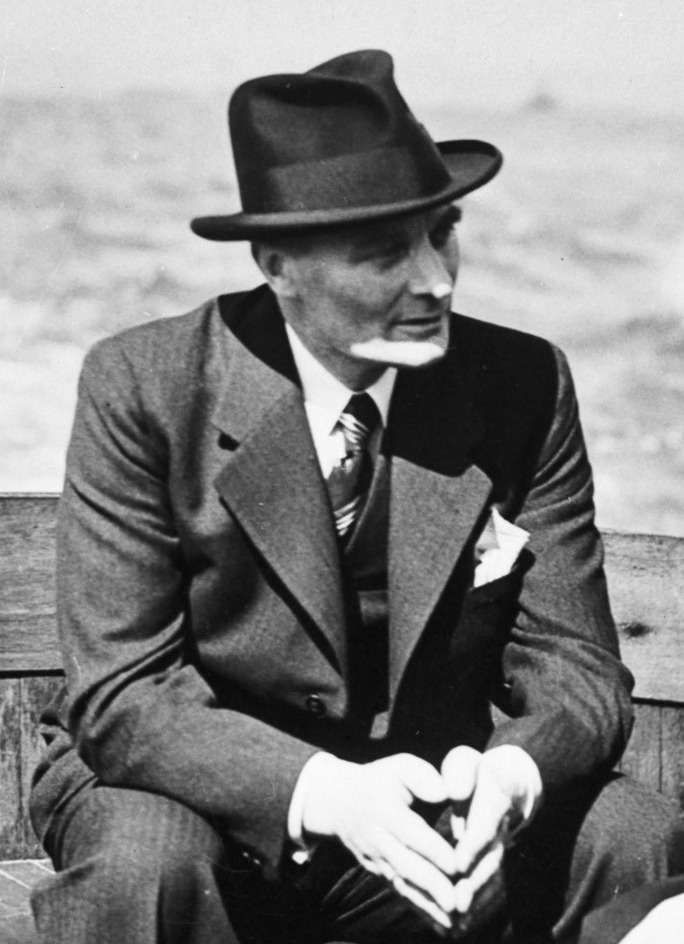
Adriaan Dijxhoorn (1941)

Adriaan Quirinus Hendrik Dijxhoorn (* 10. September 1889 in Rotterdam; † 22. Januar 1953 in De Steeg, Gemeinde Rheden) war ein niederländischer Politiker.

## Leben und Tätigkeit
Nach einer Laufbahn als Offizier wurde Dijxhoorn im August 1939 im zweiten Kabinett de Geer zum Verteidigungsminister der Niederlande ernannt. In dieser Stellung beaufsichtigte er die Mobilisierung der niederländischen Armee und die Maßnahmen zur Verlangsamung der deutschen Invasion im Jahr 1940. Seine Amtszeit war durch Konflikte mit dem Armeeoberbefehlshaber General Izaak H. Reijnders geprägt.
Aufgrund der deutschen Besetzung der Niederlande 1940 floh Dijxhoorn mit dem Rest der Regierung nach Großbritannien und führte sein Amt ein Jahr lang in der niederländischen Exilregierung in London fort. Dort schied er im Juni 1941 aus der Regierung aus und kehrte in den aktiven Militärdienst zurück. In den folgenden Jahren war er Vertreter der niederländischen Armee in Washington, D.C.
Von den nationalsozialistischen Polizeiorganen wurde Dijxhoorn nach seiner Flucht als wichtige Zielperson eingestuft: Im Frühjahr 1940 setzte das Reichssicherheitshauptamt in Berlin ihn auf die Sonderfahndungsliste G.B., ein Verzeichnis von Personen, die im Falle einer erfolgreichen deutschen Invasion Großbritanniens durch die Sonderkommandos der SS-Einsatzgruppen mit besonderer Priorität ausfindig gemacht und verhaftet werden sollten.
1945 amtierte Dijxhoorn als geschäftsführender niederländischer Generalstabschef. Anschließend gehörte er bis zu seinem Tod dem obersten Niederländischen Militärgericht an.